# (10725) Sukunabikona
(10725) Sukunabikona (1986 WB) – planetoida z pasa głównego asteroid okrążająca Słońce w ciągu 3 lat i 193 dni w średniej odległości 2,32 j.a. Została odkryta 22 listopada 1986 roku.